# Dominique Tipper

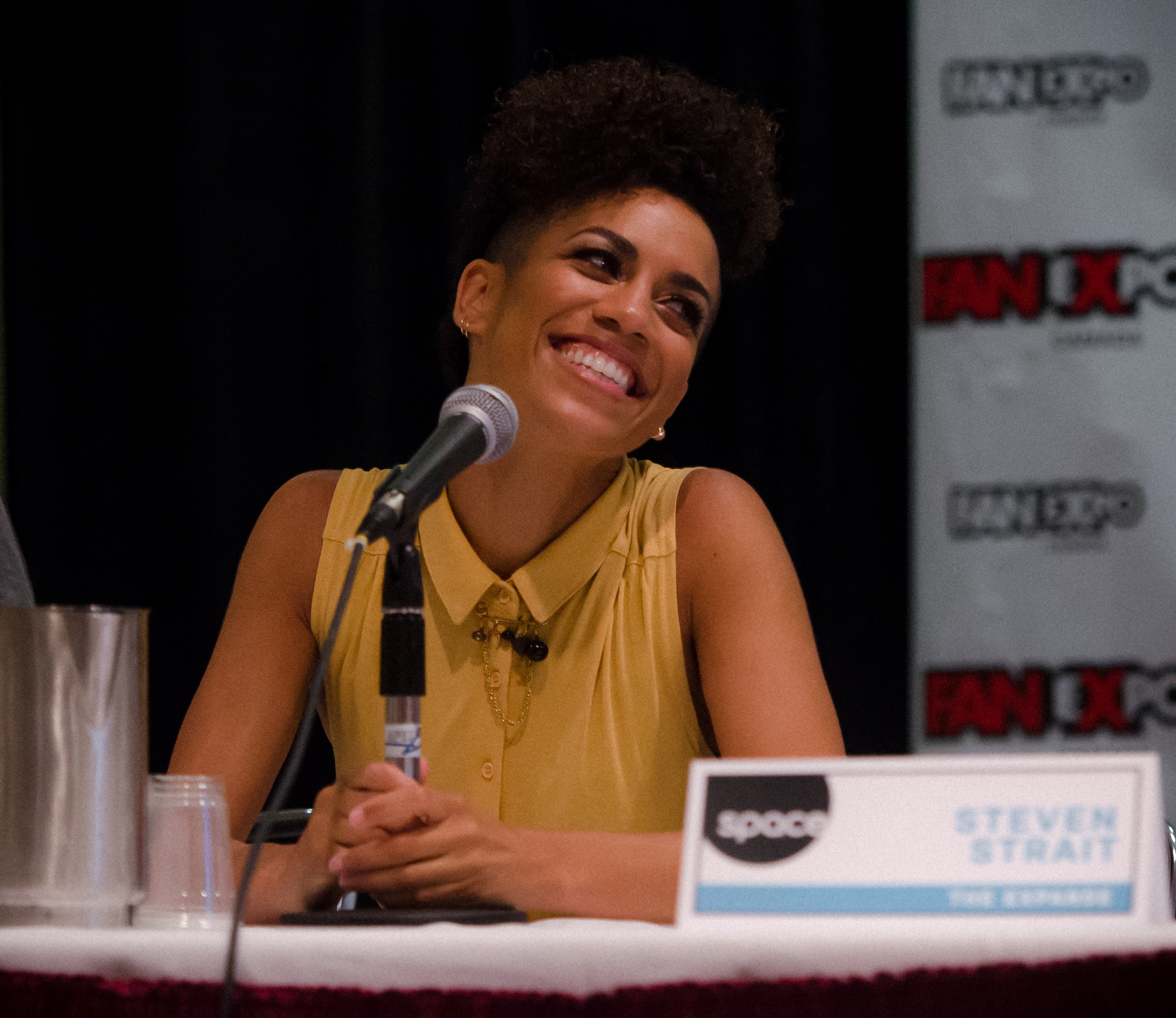
Dominique Tipper (2016)

Dominique Tipper (ur. 24 lipca 1988), znana jako piosenkarka pod pseudonimem Miss Tipper – brytyjska aktorka, autorka piosenek, piosenkarka i tancerka z Limehouse w Londynie. Jest znana przede wszystkim z roli Naomi Nagaty w serialu The Expanse. Ma korzenie brytyjskie i dominikańskie. 

## Życiorys
Do 2012 Tipper występowała jako tancerka komercyjna z grupami muzycznymi i artystami. Jako solowy muzyk opublikowała między innymi singel Superstar. Jako dziecko uczyła się w O'Farrell Stage and Theatre School oraz występowała w pokazach w Hackney Empire. W 2012 zdobyła rolę w filmie Fast Girls jako Sarah oraz w 2014 w filmie Akademia wampirów, gdzie dostała rolę Gabrielli. Pojawiła się w thrillerze fantastyczno-naukowym DxM w roli Maddie. Jej przełom aktorski miał miejsce w 2015, gdy przyjęła rolę Naomi Nagaty w serialu The Expanse.

## Filmografia
| Rok       | Tytuł                                      | Rola         | Komentarz                     |
| --------- | ------------------------------------------ | ------------ | ----------------------------- |
| 2008      | Adulthood                                  | Student 1    | Film                          |
| 2012      | Fast Girls                                 | Sarah        | Film                          |
| 2014      | Akademia Wampirów                          | Gabriela     | Film                          |
| 2014      | Montana                                    | Mohawk       | Film                          |
| 2015      | Death in Paradise                          | Maz Shipley  | Odcinek: "The Perfect Murder" |
| 2015      | MindGamers                                 | Maddie       | Film                          |
| 2015-2022 | The Expanse                                | Naomi Nagata | Główna rola                   |
| 2016      | Wszechstronna dziewczyna                   | Devani       | Film                          |
| 2016      | Fantastyczne zwierzęta i jak je znaleźć    | Auror 1      | Film                          |
| 2018      | Magnetic Plasma for mass(es) Enlightenment | India        | Film krótkometrażowy          |

### Gry wideo
| Rok  | Tytuł                  | Rola         | Komentarz       |
| ---- | ---------------------- | ------------ | --------------- |
| 2017 | Need for Speed Payback | Lina Navarro | Aktorka głosowa |